# 이고르 룩시치

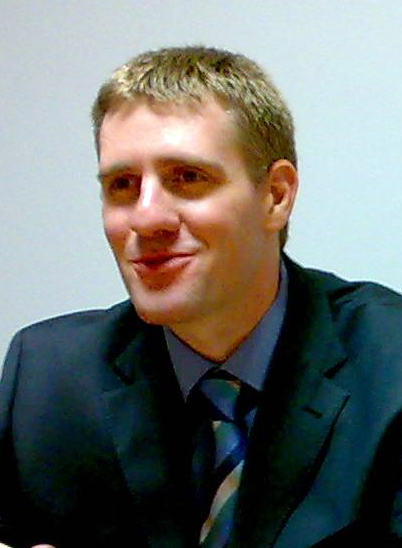
이고르 루크시치

이고르 룩시치(몬테네그로어: Igor Lukšić / Игор Лукшић, 1975년 6월 14일 ~ )는 몬테네그로 정부의 전 총리이다. 2004년 ~ 2010년 몬테네그로의 재무장관을 지냈으며, 2010년부터 2012년까지 몬테네그로 총리를 지냈다.